# Übertragungsnetzbetreiber
Übertragungsnetzbetreiber (ÜNB, engl. Transmission System Operator, kurz TSO) sind gemäß §11 EnWG Dienstleistungsunternehmen, die die Infrastruktur der überregionalen Stromnetze zur elektrischen Energieübertragung operativ betreiben, für bedarfsgerechte Instandhaltung und Dimensionierung sorgen und Stromhändlern/-lieferanten diskriminierungsfrei Zugang zu diesen Netzen gewähren. Darüber hinaus haben sie die Aufgabe, bei Bedarf Regelleistung zu beschaffen und dem System zur Verfügung zu stellen, um Netzschwankungen, die sich durch ein Missverhältnis zwischen zu einem Zeitpunkt erzeugter und verbrauchter elektrischer Energie ergeben, möglichst gering zu halten. Die Übertragungs- bzw. Transportnetze sind über Umspannwerke an die engmaschigeren und niederspannigeren Netze der Verteilnetzbetreiber (VNB) angeschlossen, die in der Regel die Versorgung der Endkunden, üblicherweise in Niederspannungsnetzen, gewährleisten. Einzelne Großkunden wie energieintensive Industriebetriebe können auch direkt an das Übertragungsnetz angeschlossen sein.
Übertragungsnetze stellen natürliche Monopole dar und deren Betreiber unterliegen im Allgemeinen staatlicher Aufsicht.

## Übertragungsnetzbetreiber in Europa
Auf europäischer Ebene haben sich die Übertragungsnetzbetreiber in dem Verband der European Network of Transmission System Operators for Electricity (ENTSO-E) zusammengeschlossen.
2018 repräsentiert ENTSO-E 43 Übertragungsnetzbetreiber aus 36 europäischen Ländern; der türkische Übertragungsnetzbetreiber hat dabei den Status eines beobachtenden Mitglieds.
| Land                   | Übertragungsnetzbetreiber – ENTSO-E-Mitglied(er) | Netzlänge 2017 (km Stromkreise) Anm. |
| ---------------------- | --- | ------------------------------------ |
| Albanien               | Operatori i Sistemit te Transmetimit (OST) | 03.336                               |
| Belgien                | Elia System Operator | 05.345                               |
| Bosnien-Herzegowina    | Nezavisni operator sustava u Bosni i Hercegovini (NOS BiH)                                                                                               | 06.338                               |
| Bulgarien              | Electroenergien Sistemen Operator (ESO) | 15.236                               |
| Dänemark               | Energinet.dk | 05.491                               |
| Deutschland            | Amprion Tennet TSO TransnetBW 50Hertz Transmission | 35.922                               |
| Estland                | Elering | 05.306                               |
| Finnland               | Fingrid | 14.398                               |
| Frankreich             | Réseau de Transport d’Electricité (RTE) | 50.207                               |
| Griechenland           | Independent Power Transmission Operator (ADMIE/IPTO) | 17.168                               |
| Irland                 | EirGrid | 07.116                               |
| Island                 | Landsnet | k. A.                                |
| Italien                | Terna – Rete Elettrica Nazionale | 68.041                               |
| Kroatien               | Hrvatski operator prijenosnog sustava (HOPS) | 07.305                               |
| Lettland               | Augstsprieguma tÏkls (AST) | 05.251                               |
| Litauen                | Litgrid | 07.003                               |
| Luxemburg              | Creos Luxembourg | 00.130                               |
| Montenegro             | Crnogorski elektroprenosni sistem (CGES) | 00.835                               |
| Niederlande            | Tennet | 08.594                               |
| Nordmazedonien         | Electricity Transmission System Operator of the Republic of North Macedonia (MEPSO)                                                                      | 02.122                               |
| Norwegen               | Statnett | 12.302                               |
| Österreich             | Austrian Power Grid (APG) Vorarlberger Übertragungsnetz (VÜN)                                                                                            | 06.728                               |
| Polen                  | Polskie Sieci Elektroenergetyczne (PSE) | 14.550                               |
| Portugal               | Rede Eléctrica Nacional (REN) | 08.908                               |
| Rumänien               | Transelectrica | 09.888                               |
| Schweden               | Svenska kraftnät | 15.482                               |
| Schweiz                | Swissgrid | 06.543                               |
| Serbien                | Elektromreža Srbije (EMS) | 03.869                               |
| Slowakei               | Slovenská elektrizačná prenosová sústava (SEPS) | 02.465                               |
| Slowenien              | Sistemski operater prenosnega elektroenergetskega omrežja (ELES)                                                                                         | 02.893                               |
| Spanien                | Red Eléctrica (REE) | 40.635                               |
| Tschechien             | Česká energetická přenosová soustava (ČEPS) | 05.728                               |
| Türkei                 | Türkiye Elektrik İletim (TEİAŞ) – beobachtendes Mitglied                                                                                                 | 66.175                               |
| Ungarn                 | Magyar Villamosenergia-ipari Átviteli Rendszerirányító Zártkörűen Működő Részvénytársaság (MAVIR)                                                        | 04.645                               |
| Vereinigtes Königreich | National Grid Electricity Transmission System Operator for Northern Ireland (SONI) Scottish Hydro Electric Transmission (SSE) ScottishPower Transmission | 020.695                              |
| Zypern                 | Cyprus TSO | 00.973                               |

## Technik der Stromübertragung
Übertragungsnetzbetreiber betreiben Übertragungs- bzw. Transportnetze mit der Drehstrom-Hochspannungs-Übertragung, in Europa mit einer Netzfrequenz von 50 Hz und in Nordamerika mit 60 Hz. Üblicherweise sind Drehstromübertragungsnetze in der Topologie eines Maschennetzes ausgeführt. Spannungsebenen der Übertragungsnetze in Deutschland sind 220 kV und 380 kV. In speziellen Anwendungsbereichen wie bei Seekabeln oder über sehr weite Entfernungen kommen auch Hochspannungs-Gleichstrom-Übertragungen zwischen zwei Endpunkten zur Anwendung.

## Nationale Besonderheiten

### Deutschland

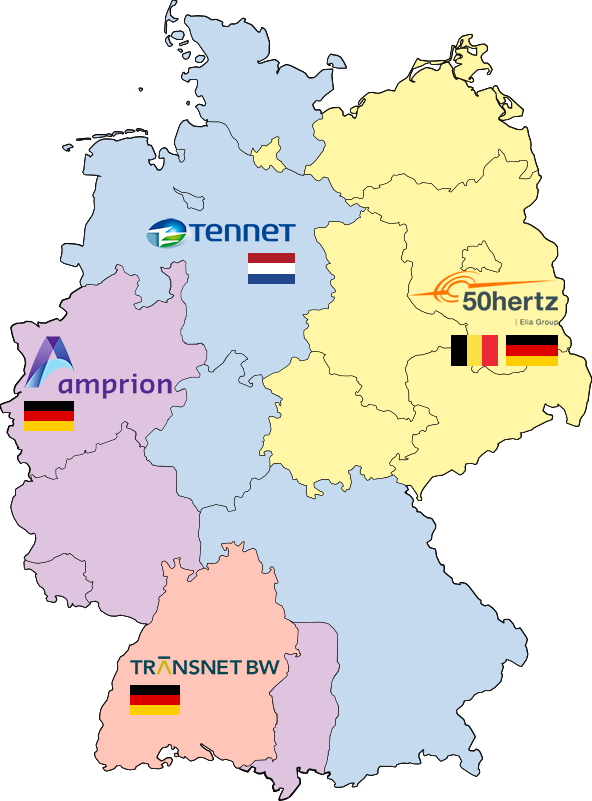
Deutsche Übertragungsnetze von 50Hertz Transmission, Amprion, TransnetBW und Tennet TSO

#### Staatliche Regulierung
In Deutschland trat 2005 mit der zweiten Novelle des Energiewirtschaftsgesetzes (EnWG) das Modell des „regulierten Netzzugangs“ in Kraft. Es ermächtigt die Bundesnetzagentur, Übertragungsnetzbetreiber zu regulieren. Mit den Vorgaben des dritten EU-Binnenmarktpaketes, die mit der Novellierung des EnWG im November 2010 rechtlich gültig wurden und die bis spätestens März 2012 umzusetzen waren, kam es zu weitgehenden Entflechtungsauflagen, die die Umwandlung von integrierten Netzbetreibern zu so genannten „eigentumsrechtlich entflochtenen Transportnetzbetreibern“ (ownership unbundled) oder „unabhängigen Transportnetzbetreibern“ (Independent Transmission Operator, ITO) mit diskriminierungsfreiem Netzzugang für alle Marktteilnehmer erforderten. Dazu gehörte auch die Anforderung, sich in Namen und Außenauftritt komplett von den Handelsaktivitäten der Konzernmütter abzugrenzen. Diese Bestimmungen führten in der Praxis in Deutschland zu weitgehenden Verkäufen der Netzbetreiber durch die integrierten Stromkonzerne (E.ON, RWE und Vattenfall). Dadurch wird auf den übrigen Stufen der Wertschöpfungskette ein Wettbewerb ermöglicht, da jeder Marktteilnehmer einen Netzzugang erhalten kann und ein Durchleitungswettbewerb im Stromnetz erfolgt.
In Deutschland gibt es vier Übertragungsnetzbetreiber:
- Tennet TSO
- 50Hertz Transmission
- Amprion
- TransnetBW

Das Netzgebiet der Stadtwerke Flensburg stellt einen Sonderfall in Deutschland dar. Wegen der direkten Verbindung zum dänischen Stromnetz auf der 60-kV- und 150-kV-Ebene gehört es technisch zur Regelzone des dänischen Übertragungsnetzbetreibers energinet.dk und nicht zur Regelzone des im Nordwesten Deutschlands zuständigen Übertragungsnetzbetreibers TenneT TSO. Die Verbindung zum deutschen Stromnetz, das eine Phasenverschiebung um 180 Grad gegenüber dem dänischen Stromnetz aufweist, wird durch einen Schrägregeltransformator mit galvanischer Trennung (Kombination aus Längsregelung (i. A. Stufenschalter) und Querregelung (mit einem Phasenschiebertransformator)) hergestellt. Flensburg ist damit eine virtuelle Regelzone in Dänemark, nimmt aber an den Marktregeln in Deutschland teil. Die Stadtwerke Flensburg erhielten zur Marktkommunikation die Marktrollen eines Übertragungsnetzbetreibers und eines Bilanzkoordinators zugeteilt.
Seit dem 19. November 2019 ist Baltic Cable durch die Entscheidung der Bundesnetzagentur (BK6-17-087) ebenfalls als Übertragungsnetzbetreiber zertifiziert. Dabei handelt es sich um den Betreiber der gleichnamigen HGÜ-Leitung zur Kopplung des deutschen und schwedischen Stromnetzes.